# Paál Ferenc (tanár)
Paál Ferenc (Kolozsvár, 1832. október 14. – Kolozsvár, 1903. január 13.) állami tanítóképző-intézeti igazgató-tanár.

## Élete
Kolozsváron végezte iskoláit (egy évi megszakítással, mely idő alatt honvéd volt) 1852-ben a református kollegiumban, ahol azután két évig teológiát is hallgatott, ezzel párhuzamosan nevelő volt báró Bornemissza Ignácnál. 1855-ben gróf Haller Györgyhöz ment nevelőnek Medgyesre, ahol egyidejűleg a szászok főgimnáziumában és a vele kapcsolatos polgári iskolában a magyar nyelvet tanította. 1857-ben a berlini egyetemre ment, ahol bölcseleti s természettudományi előadásokat hallgatott és a téli félévben rendes látogatója volt a Diesterweg szervezte tanítóképzőnek. Berlinből hazatérve, gróf Teleki Domonkosnál nevelősködött Kolozsvárt 1866-ig, amikor a székelyudvarhelyi református kollegium tanárának választották meg. Működése kezdetén újra szervezte az ifjúsági önképzőkört. Tanított a jogakadémián neveléstani és bölcseleti tárgyakat. 1870-ben az akkor átalakuló  kolozsvári állami képző-intézet igazgatójává nevezték ki, és részt vett a megalakulással kapcsolatos szervezési munkákban. 1896-ban nyugalomba vonult.
A kolozsvári Család és Iskolának munkatársa volt.

## Művei
- Beköszöntő értekezés. Székely-Udvarhely, 1866. (Jenei Viktoréval egy füzetben jelent meg.).
- Zene-Abécze. A hangjegyírás és olvasás okszerű ismertetése. Pest, 1873. (Ism. Néptanítók Lapja 1888. 727. l.).
- Iskoláink és az egészségtan. Budapest, 1875.
- Olvasókönyv az alsófokú ipariskolák számára. I. kötet. Az ipariskolák I. oszt. számára. Kolozsvár, 1884. Kiss Sándorral együtt. (Ism. Néptanítók Lapja 1884. 548., 1886. 61. l. 4. kiadás. Kolozsvár, 1890.).
- Nösselt Frigyes Világtörténelme leányok számára. Ó-kor. Nösselt Frigyes után németből magyarra fordították Demeter Sándor, Kiss Lajos és Paál Ferencz. Debrecen, 1886.